# Inuksuk

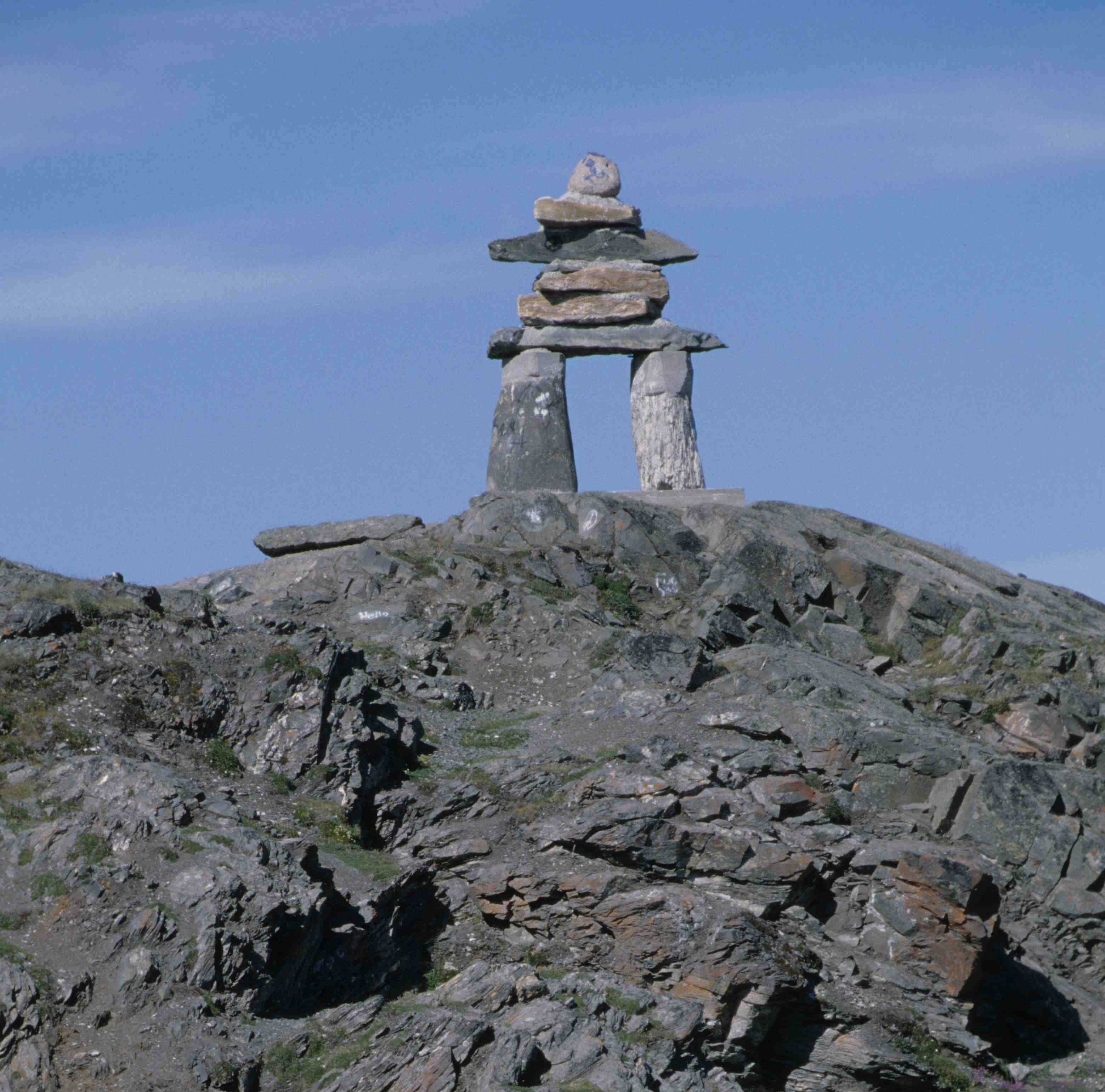
Inuksuk w Rankin Inlet

Inuksuk (ᐃᓄᒃᓱᒃ w języku Inuitów – „pełnić obowiązki człowieka”, w liczbie mnogiej Inuksuit) – rodzaj znaku lub rzeźby tworzonej przez Inuitów poprzez układanie kamieni w taki sposób, by ich stos przypominał stojącego człowieka. Inuksuk ma znaczenie praktyczne – służy jako drogowskaz, punkt orientacyjny, wskazanie wygodnego miejsca obozowania, terenu łowieckiego itp. oraz znak „tu byłem”. Poza tym inuksuit mają także znaczenie duchowe i wpisane są w inuicką mitologię.
Przypuszcza się, że początki inuksuków mogą się wiązać ze znakami na kamiennych krzyżach, postawionych w czasie wyprawy Martina Frobishera w 1578 roku.
Współcześnie, wraz z rozwojem zainteresowania kulturą inuicką, inuksuk stał się cenioną ozdobą, elementem małej architektury w kanadyjskich miastach.
Flaga kanadyjskiego terytorium Nunavut przedstawia inuksuk.
13 lipca 2005 inuksuk został zbudowany na wyspie Hans przez armię kanadyjską. U jego podstaw umieszczono tabliczkę z kanadyjską flagą. Jest to jeden z epizodów wokół sporu terytorialnego dotyczącego tej wyspy.
Również logo igrzysk w Vancouver zostało oparte na motywie inuksuka.